# Urho Sirén
Urho Valter Sirén (* 17. Juni 1932 in Helsinki; †  27. November 2002 in Espoo) war ein finnischer Radrennfahrer und nationaler Meister im Radsport.

## Sportliche Laufbahn
Sirén war Teilnehmer der Olympischen Sommerspiele 1952 in Helsinki. Er startete in den Wettbewerben im Bahnradsport und bestritt mit Paul Nyman, Nils Olof Henriksson und Aimo Jokinen die Mannschaftsverfolgung.
1952 gewann er die nationale Meisterschaft in der Mannschaftsverfolgung. Auch den Titel im Tandemrennen konnte er mit Onni Kasslin als Partner gewinnen. Beide Fahrer verteidigten den Titel bei den Meisterschaften 1953. 1954 gewann er auch die Silbermedaille im Mannschaftszeitfahren.